# Campanile
Pour les articles homonymes, voir Campanile (homonymie).

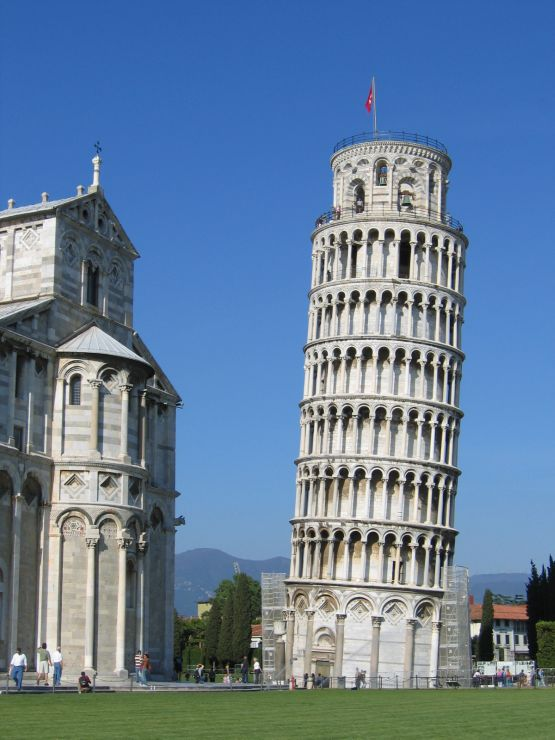
La tour de Pise.

Un campanile est une tour qui abrite des cloches servant à appeler les fidèles à la prière. 
Le mot vient de l'italien « campanile » qui a le même sens que le mot « clocher » en français ; il est de plus lui-même issu de « campana » qui veut dire « cloche ». En français, ce terme s'emploie plus spécifiquement pour les édifices italiens où, depuis l'architecture paléochrétienne, le campanile est souvent construit comme un élément à part entière, une tour campanaire ne faisant pas partie du bâtiment principal de l'église ou de la cathédrale, mais construite à côté. De forme carrée ou ronde, elle est généralement percée d'arcades sur plusieurs niveaux. On utilise aussi ce terme pour les tours de palais communaux italiens, qui sont quant à elles le plus souvent attachées aux bâtiments. Au Moyen Âge, les campaniles deviennent l'objet de rivalités entre les villes italiennes et leur construction est souvent confiée à de grands artistes.
Un campanile peut aussi désigner en français une tour-lanterne ajourée, faisant office de clocher, mais aussi un édicule en bois ou en fer forgé qui porte les cloches sur une église, notamment dans le Midi.

## Origine du nom
La Campanie, région du sud de l'Italie, était célèbre dans les premiers siècles de l'ère chrétienne pour ses activités métallurgiques et en particulier la fabrication de cloches et de sonnailles destinées aux troupeaux ou aux activités publiques comme les assemblées ou les ventes à la criée. Les premiers monastères reprendront cet usage pour avertir les moines des diverses prières et l'utilisation des cloches s'associera petit à petit aux offices religieux. Les églises comporteront peu à peu des clochers ou des campaniles séparés pour l'installation de cloches de plus en plus grosses.
En France, le mot désigne aussi un clocher formant édicule sur le toit d'un bâtiment : il paraît posé sur celui-ci et est souvent construit en charpente. Selon le dictionnaire Le Petit Robert, il peut aussi s'agir d'une lanterne surplombant certains édifices civils.

## Histoire des campaniles

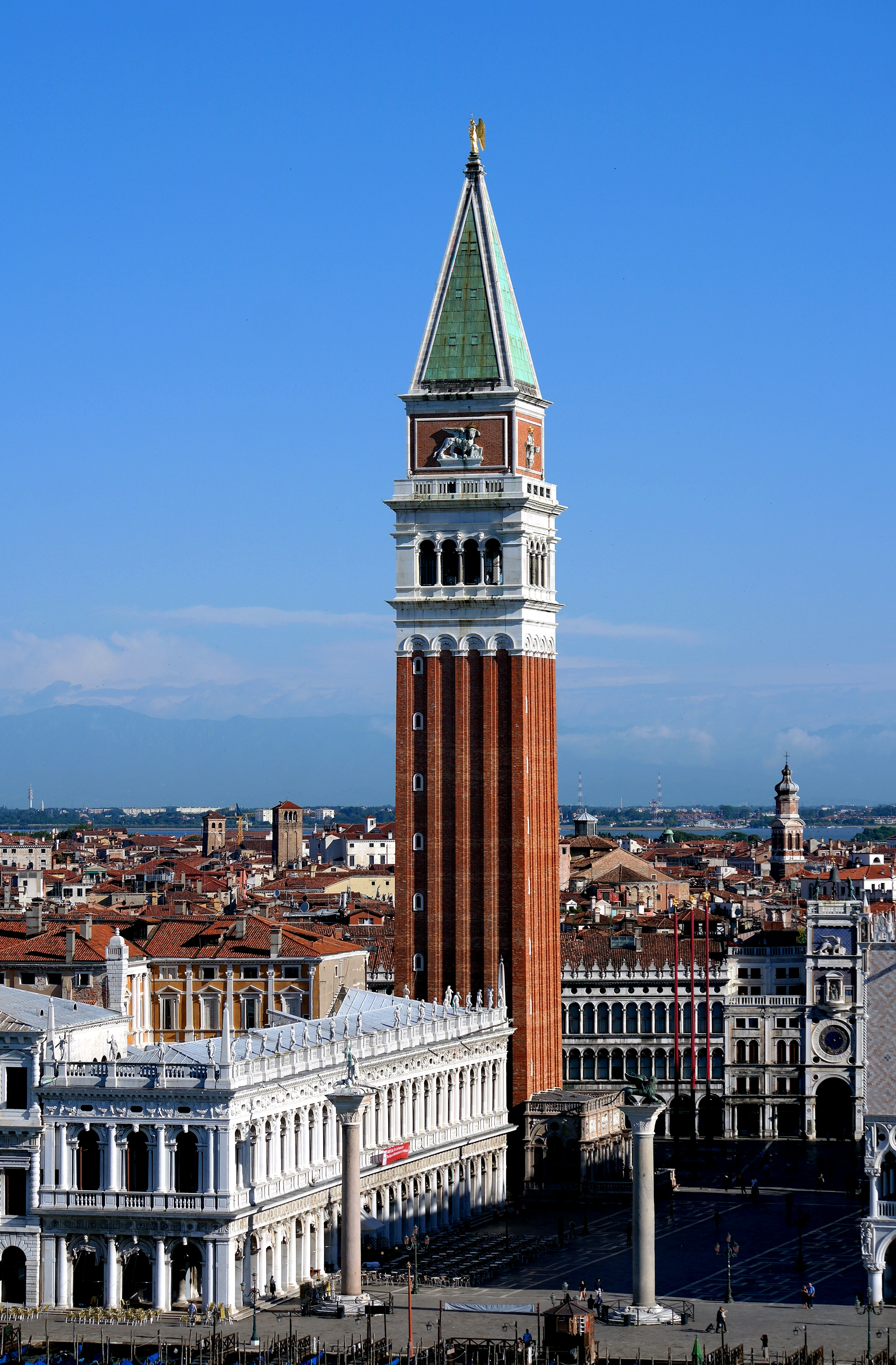
Le campanile de Saint-Marc à Venise.

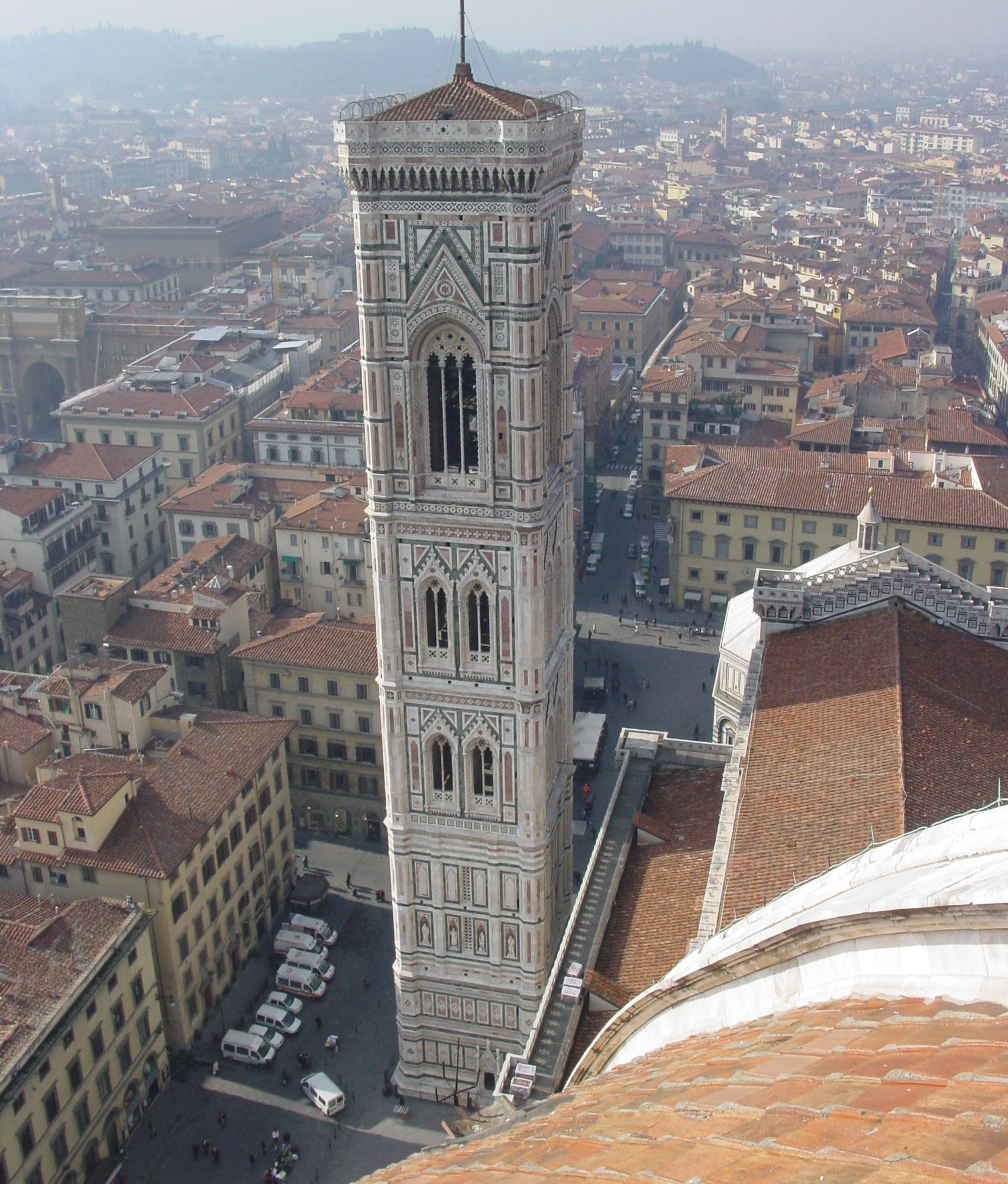
Le campanile de Giotto à Florence.

### Origines italiennes
Selon la tradition, ce serait l'évêque saint Paulin de Nole qui aurait installé les premières cloches dans les églises. Nola, est une ville de Campanie, région du Sud de l'Italie qui a donné son nom aux cloches (campana) qui donnèrent ensuite leur nom à l'ouvrage qui les porte (campanile). Les campaniles existent en Italie depuis le haut Moyen Âge. Pouvant être carrés ou ronds, ils sont souvent en brique et construits comme des tours indépendantes vis-à-vis du bâtiment principal de l'église, on perçoit alors le volume de la tour comme simple, unique, unitaire et symbolique d'une église, visible de loin. On trouve plusieurs anciens campaniles de forme ronde et bien conservés à Ravenne, construits du VIIIe au Xe siècle, comme ceux des basiliques Saint-Apollinaire-le-Neuf et Saint-Apollinaire-in-Classe.
Au VIIIe siècle, le pape Étienne II fait construire un grand campanile pour la basilique Saint-Pierre du Vatican à Rome, c'est à partir de là qu'ils vont rapidement se répandre en grand nombre. Ces campaniles sont les ancêtres de tous les « clochers », terme français étymologiquement synonyme (le mot français « cloche » vient quant à lui de l'ancien irlandais « cloc »).
Durant le haut Moyen Âge, les clochers auront tendance à fusionner progressivement avec l'architecture des églises dans beaucoup de pays d'Europe, comme dans l'Empire carolingien. Mais en Italie, les traditions architecturales paléochrétiennes ont perduré durant tout le Moyen Âge, du fait notamment de l'influence des prestigieuses basiliques de Rome qui demeuraient encore les anciens bâtiments paléochrétiens avec de vieux campaniles. Les clochers des églises italiennes continueront donc d'être construits comme une seule tour indépendante, à côté du bâtiment de l'église, même pour les grandes cathédrales. Ils ont généralement des lignes géométriques simples et bien droites, insistant sur l'indépendance et l'unité du bâtiment. De très nombreux campaniles de ce type ont été construits en Italie avec l'architecture romane. La tour penchée de Pise (1174-1372), campanile roman de la cathédrale de Pise, en Toscane, est un des plus beaux exemples du genre. Le campanile de Giotto, à Florence, de forme carrée, fut construit d'après les dessins de Giotto di Bondone, c'est un bel exemple d'architecture gothique adaptée aux anciennes traditions italiennes. Ce campanile de cinq niveaux, aux façades de marbre de couleur, doit ses reliefs sculptés à Giotto di Bondone, Andrea Pisano et Luca Della Robbia. Le campanile de la basilique Saint-Marc à Venise est un autre exemple célébrissime, c'est un exemple de campanile qui parait assez isolé et très indépendant de l'église dont il dépend. Le plus haut campanile d'Italie est le Torrazzo de Crémone, qui reste cependant moins haut que bien des tours de cathédrales européennes.

### Abandon progressif à la Renaissance puis retour en Europe auXIXesiècle
Avec l'apparition du dôme, triomphe de l'architecture et de l'ingénierie, les campaniles furent peu à peu abandonnés vers la fin de la Renaissance. Ce genre architectural réapparut cependant en Europe du Nord, vers la fin du XIXe siècle, lorsque l'éclectisme remit le passé au goût du jour. Parmi les plus remarquables exemples, on peut citer le campanile de la cathédrale de Westminster, à Londres, conçu par John Francis Bentley en 1897. À Paris, c'est de très loin que l'on distingue le campanile carré de la basilique du Sacré-Cœur de Montmartre, exemple d'architecture éclectique du début du XXe siècle, voulant renouer avec les anciennes traditions romano-byzantines.

### En France
Si le terme « campanile » peut être considéré comme étant simplement le terme italien pour désigner un « clocher », en effet, en Italie tous les clochers sont des « campanile », ce terme est souvent utilisé en langue française pour désigner un certain type de clocher, le clocher-tour (ou tour-clocher).
En France, le clocher roman de l'église abbatiale de Brantôme (XIe siècle), en Dordogne, est certainement le plus ancien « campanile » (clocher-tour indépendant du bâtiment de l'église) subsistant dans le pays.
Le plus récent est celui de la basilique Sainte-Thérèse de Lisieux, achevé et inauguré en 1975.
A Honfleur, l'église Sainte-Catherine est doté d'un clocher en bois, séparé de l'édifice principale en raison du risque d'incendie.

La ville de Bordeaux, en raison de la nature de son sol, sableux-marécageux, compte deux clochers isolés pour ses deux principales églises, la cathédrale Saint-André et la basilique Saint-Michel.

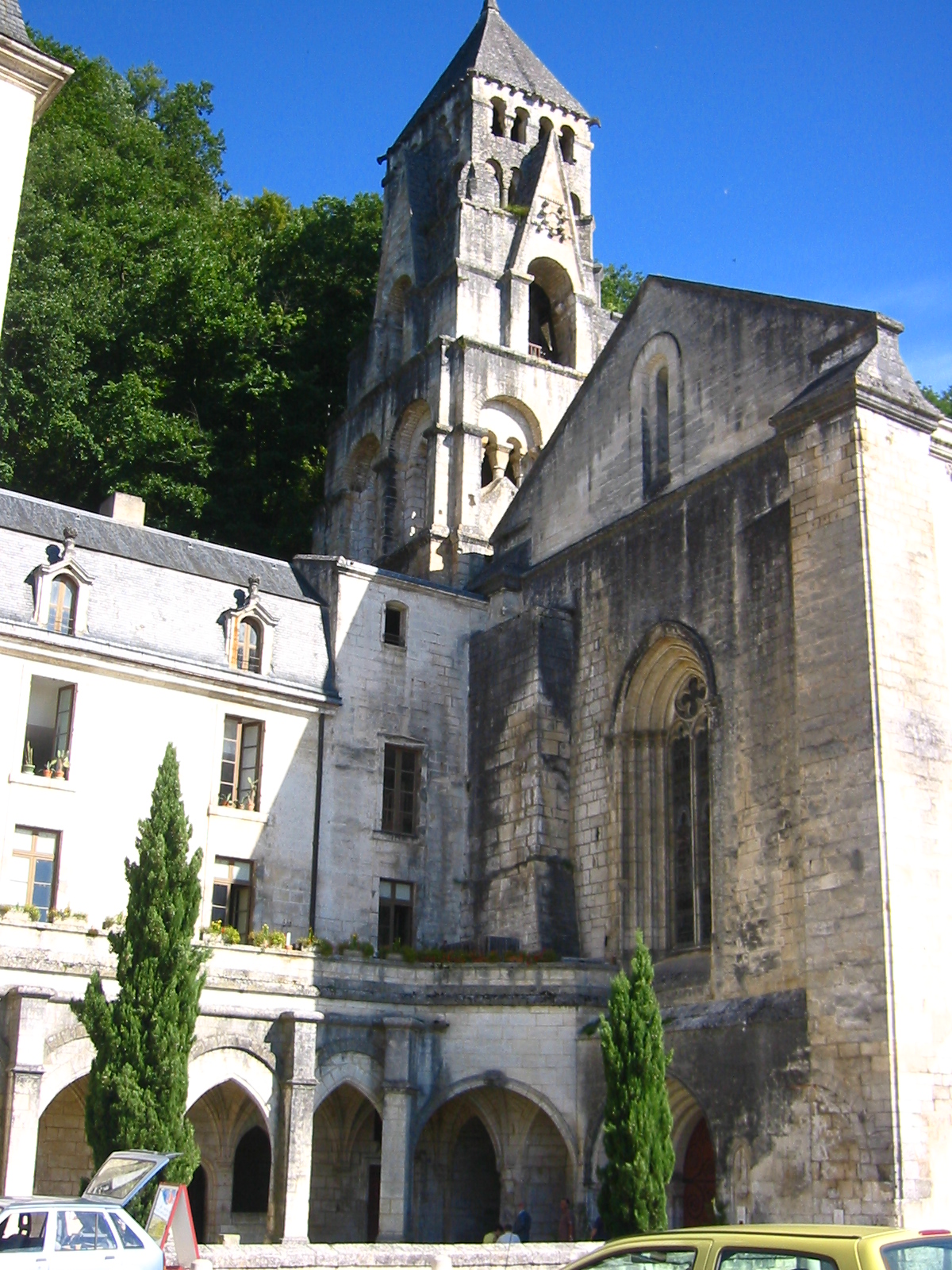
Le clocher-campanile de l'abbaye Saint-Pierre de Brantôme.
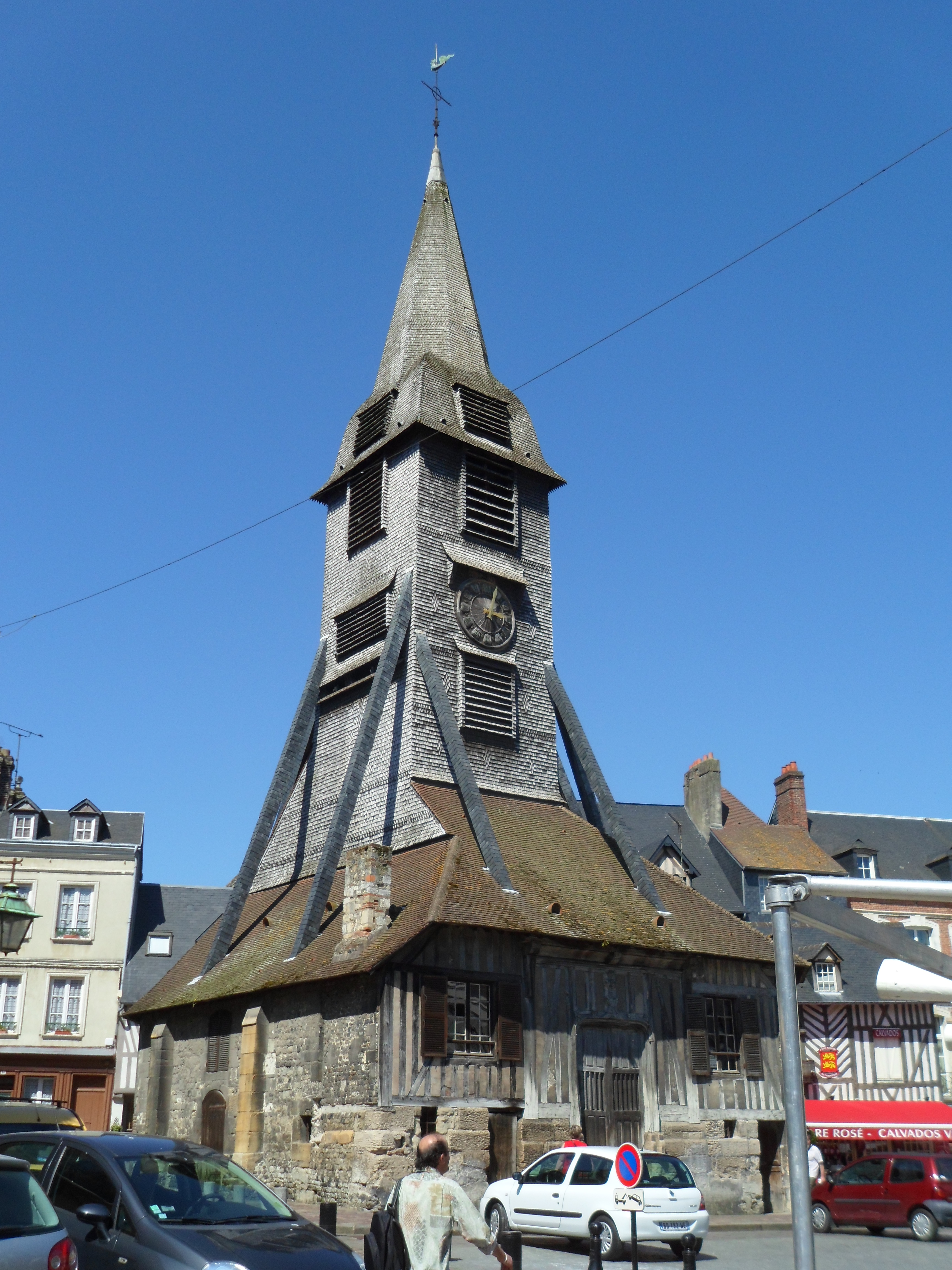
Clocher isolé de l'église Sainte-Catherine de Honfleur.
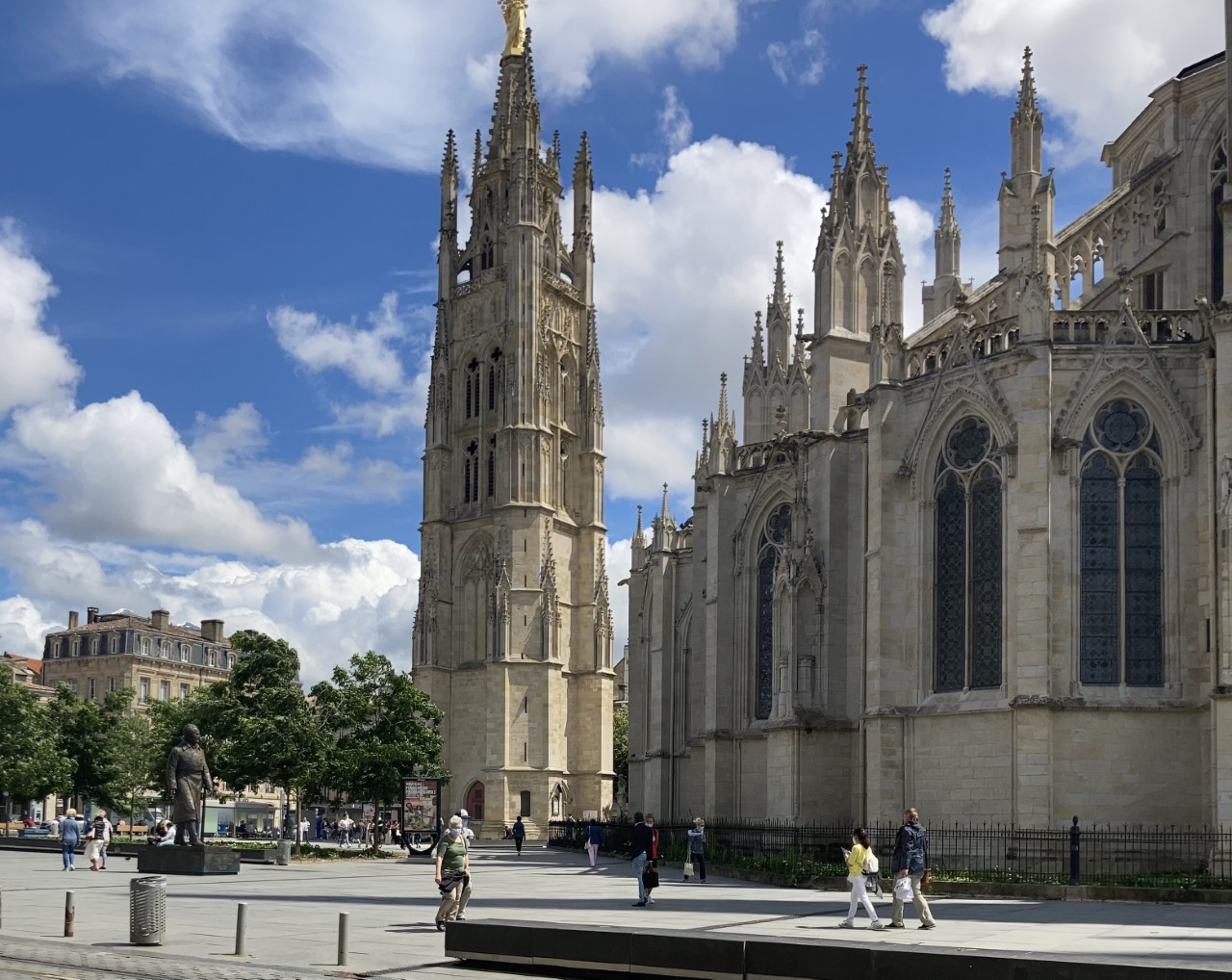
La Tour Pey-Berland, clocher isolé de la cathédrale Saint-André de Bordeaux.
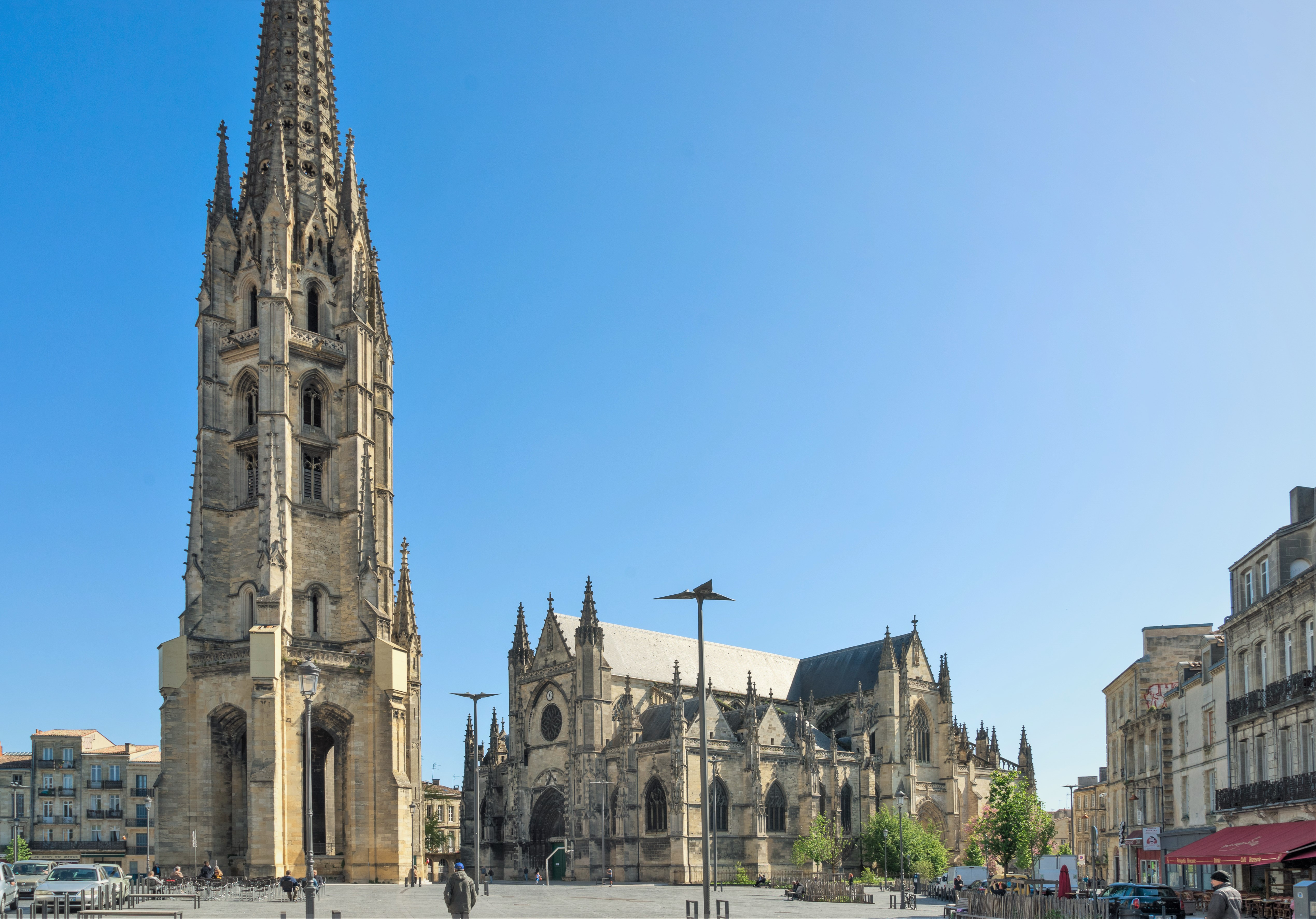
La Flèche Saint-Michel, campanile de la basilique Saint-Michel à Bordeaux.
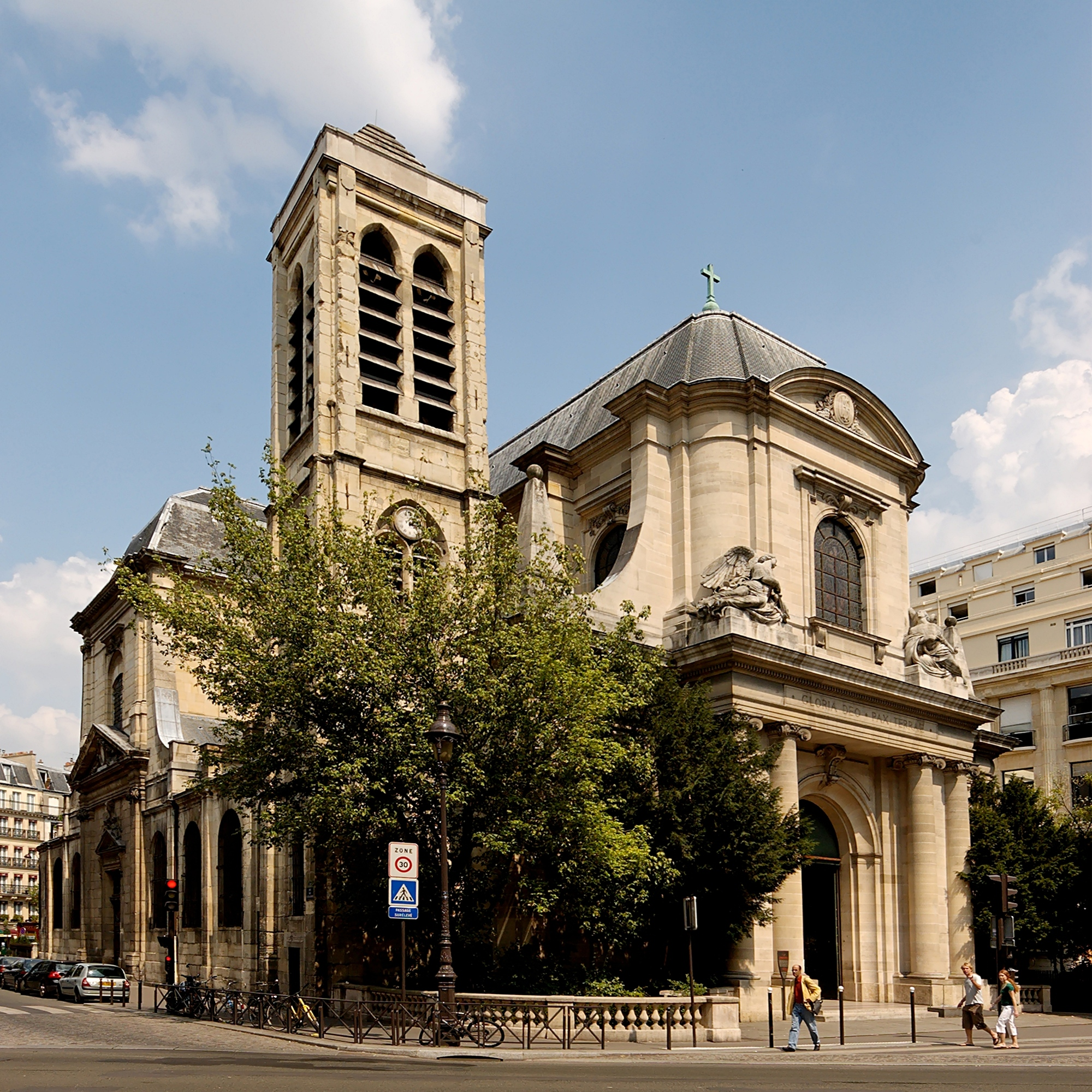
Campanile de l'Église Saint-Nicolas-du-Chardonnet à Paris.
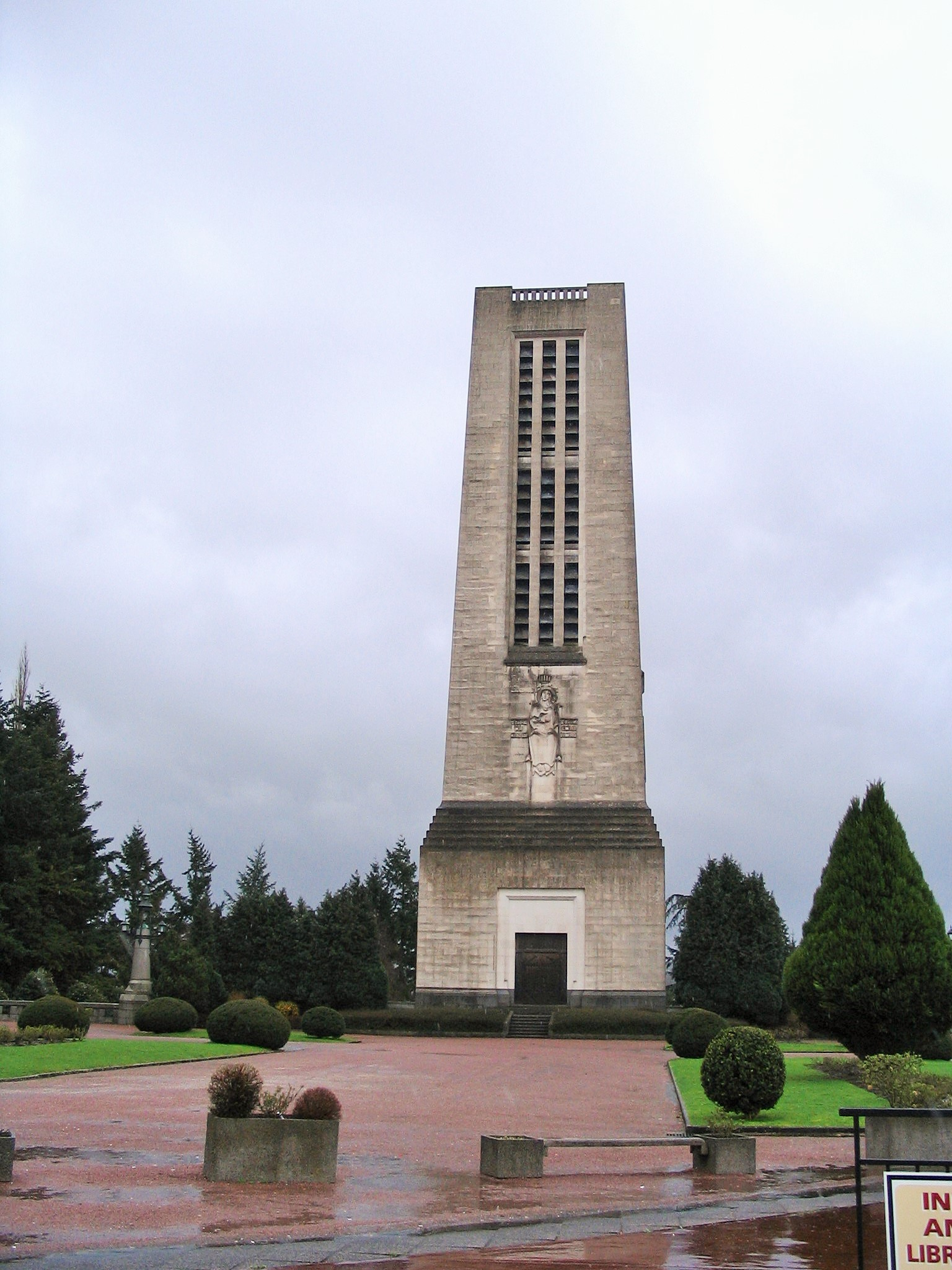
Campanile de la basilique Sainte-Thérèse de Lisieux.

#### Campaniles en fer forgé du sud de la France
Le terme « campanile » peut aussi désigner en français un ouvrage qui porte les cloches sur une église, au lieu de désigner une tour tout entière. On trouve beaucoup de « campaniles », sous cette acception du terme, dans le sud de la France, dans la basse vallée du Rhône entre Provence-Alpes-Côte d'Azur et Languedoc-Roussillon, notamment dans les départements du Var, du Vaucluse, des Bouches-du-Rhône, du Gard (comme la tour Fenestrelle de la cathédrale d'Uzès) ou encore de l'Hérault. Beaucoup de ces campaniles sont en fer forgé. La construction d'un campanile en fer était moins onéreuse quoique certains soient particulièrement travaillés. De plus, dans ces régions où le mistral souffle régulièrement, parfois avec violence, un campanile en fer forgé offre beaucoup moins de prise au vent qu'un clocher « classique », en laissant passer l'air et en présentant une structure souple.

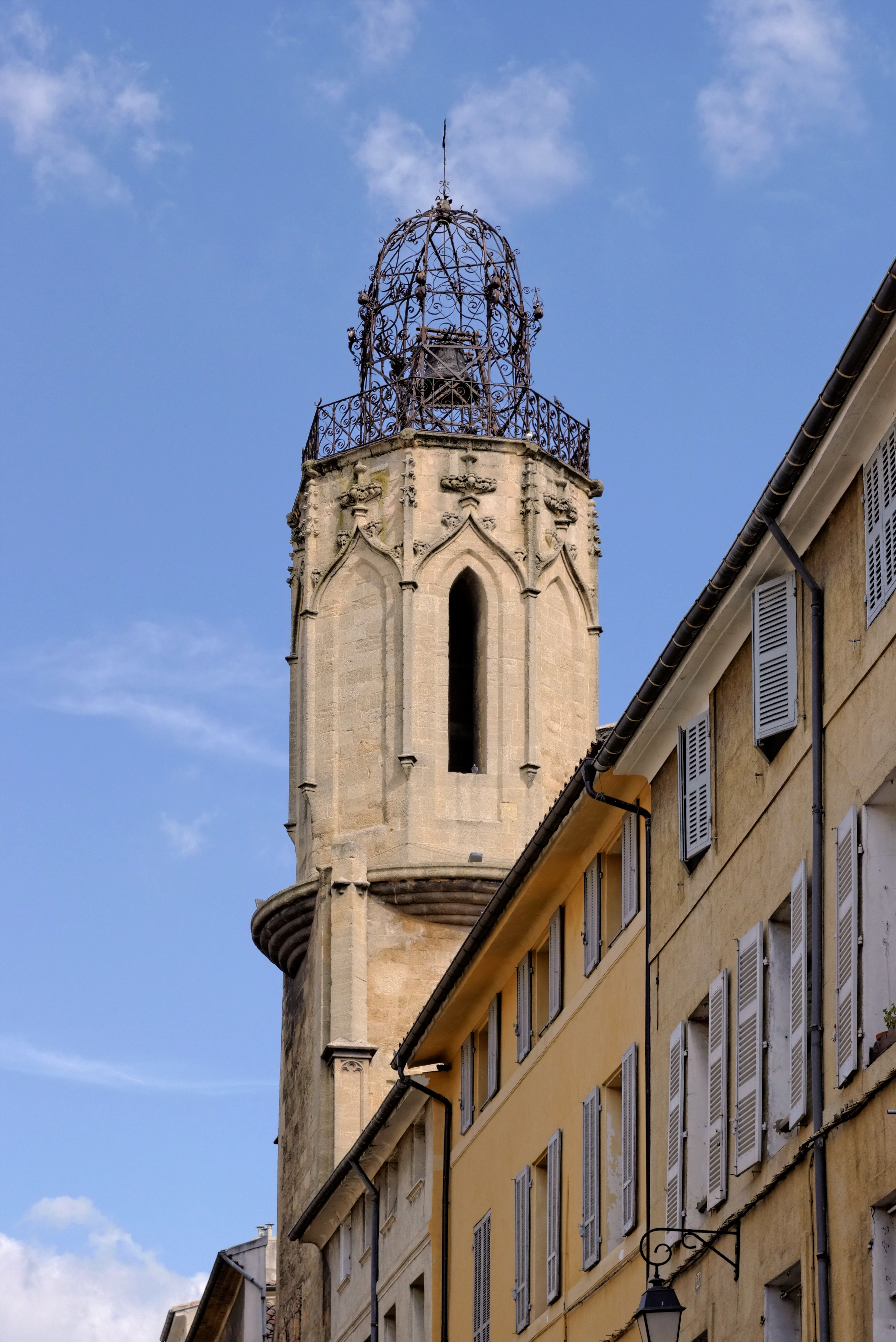
Campanile en fer forgé (XVe siècle) de l'ancien couvent des Augustins, Aix-en-Provence, France.
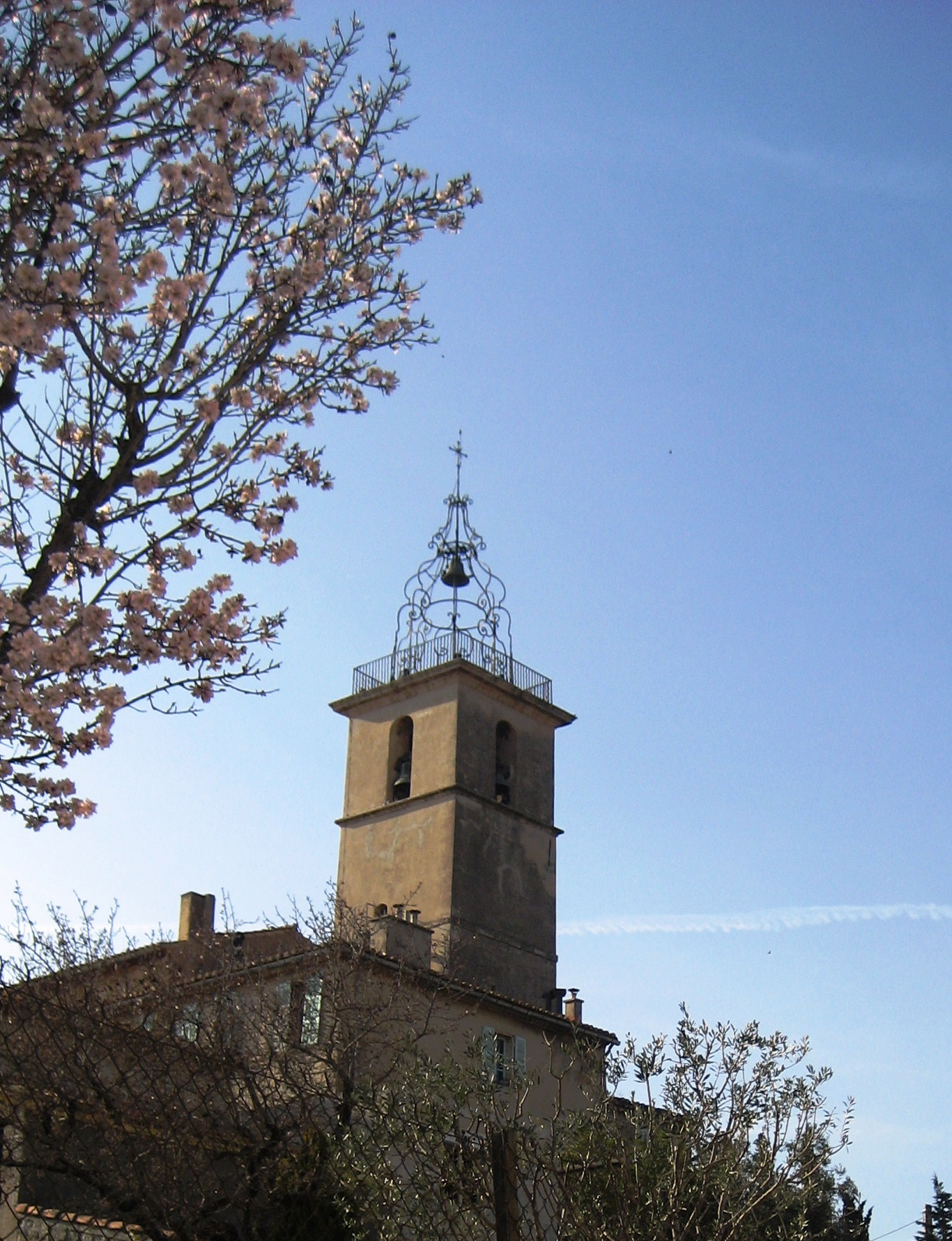
Clocher à campanile en fer forgé de Château-Gombert.
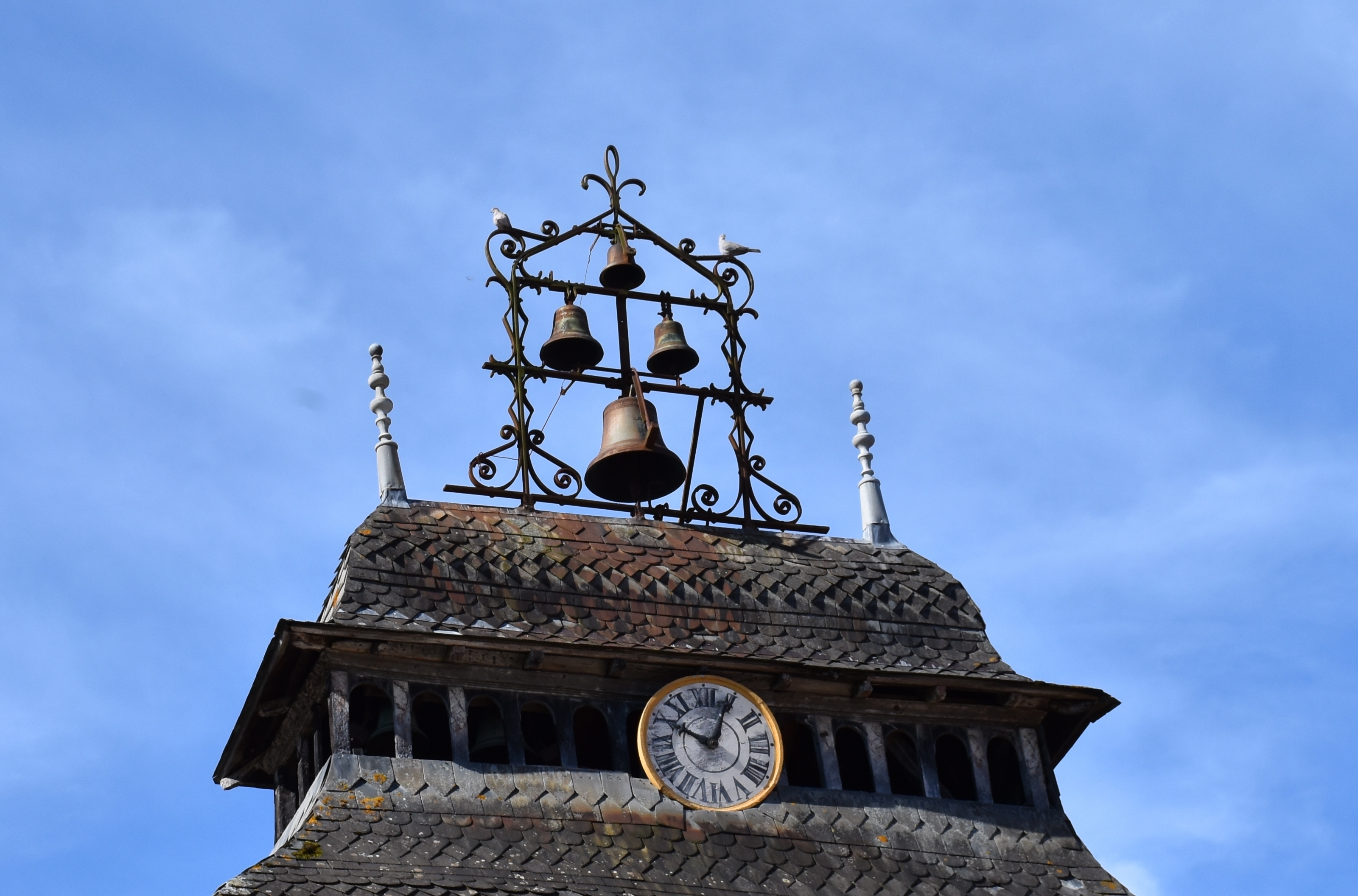
Campanile en fer forgé du Sanctuaire de Notre-Dame de Garaison,  Hautes-Pyrénées.

## Campaniles civils
En Italie il existe aussi des campaniles civils, non dépendants d'une église, attachés à un hôtel de ville ou un palais de gouvernement urbain, comme celui du Palazzo Vecchio à Florence, et celui du Palazzo Pubblico à Sienne. On appelle « beffroi » leur équivalent en Europe du Nord.

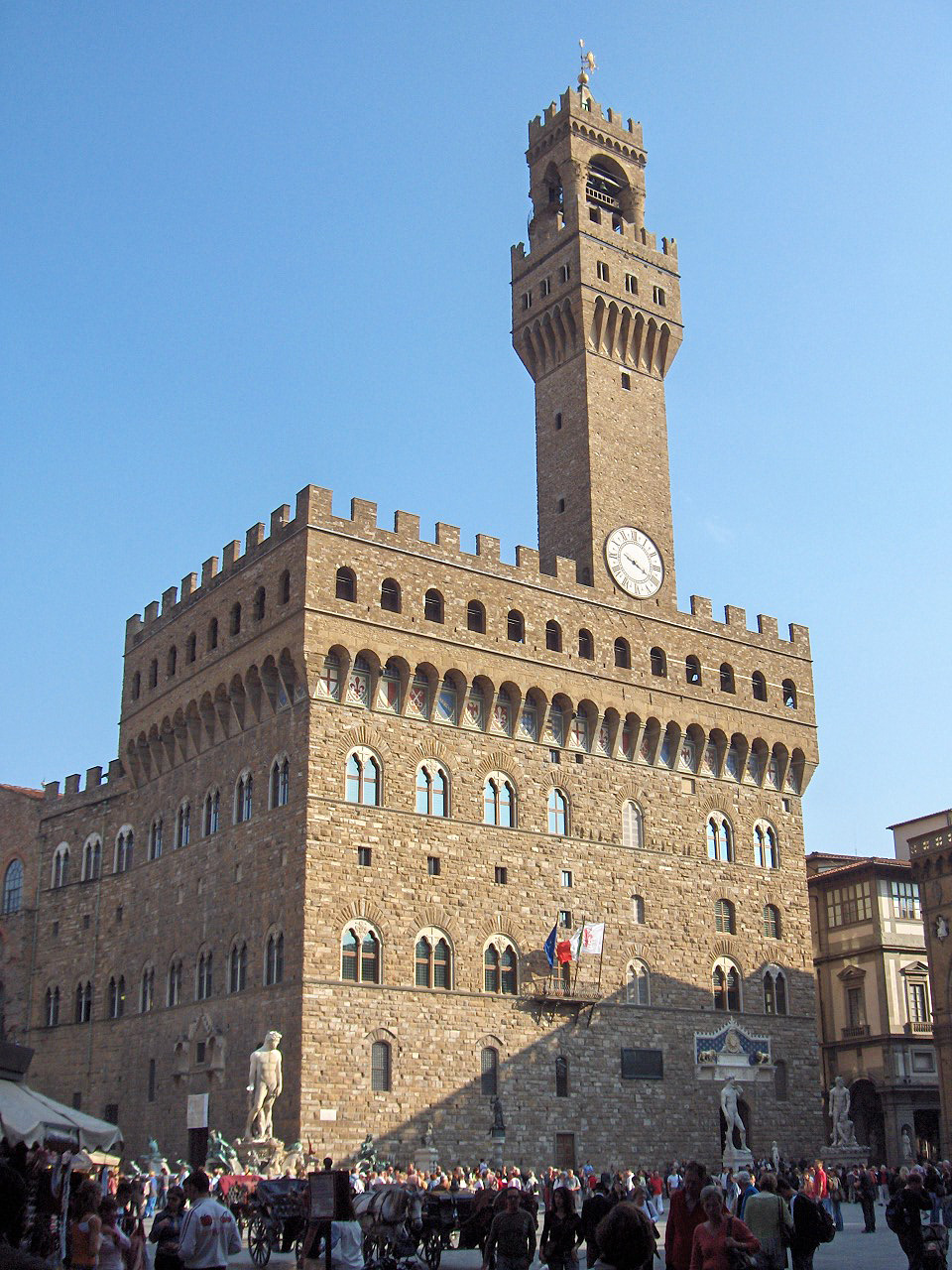
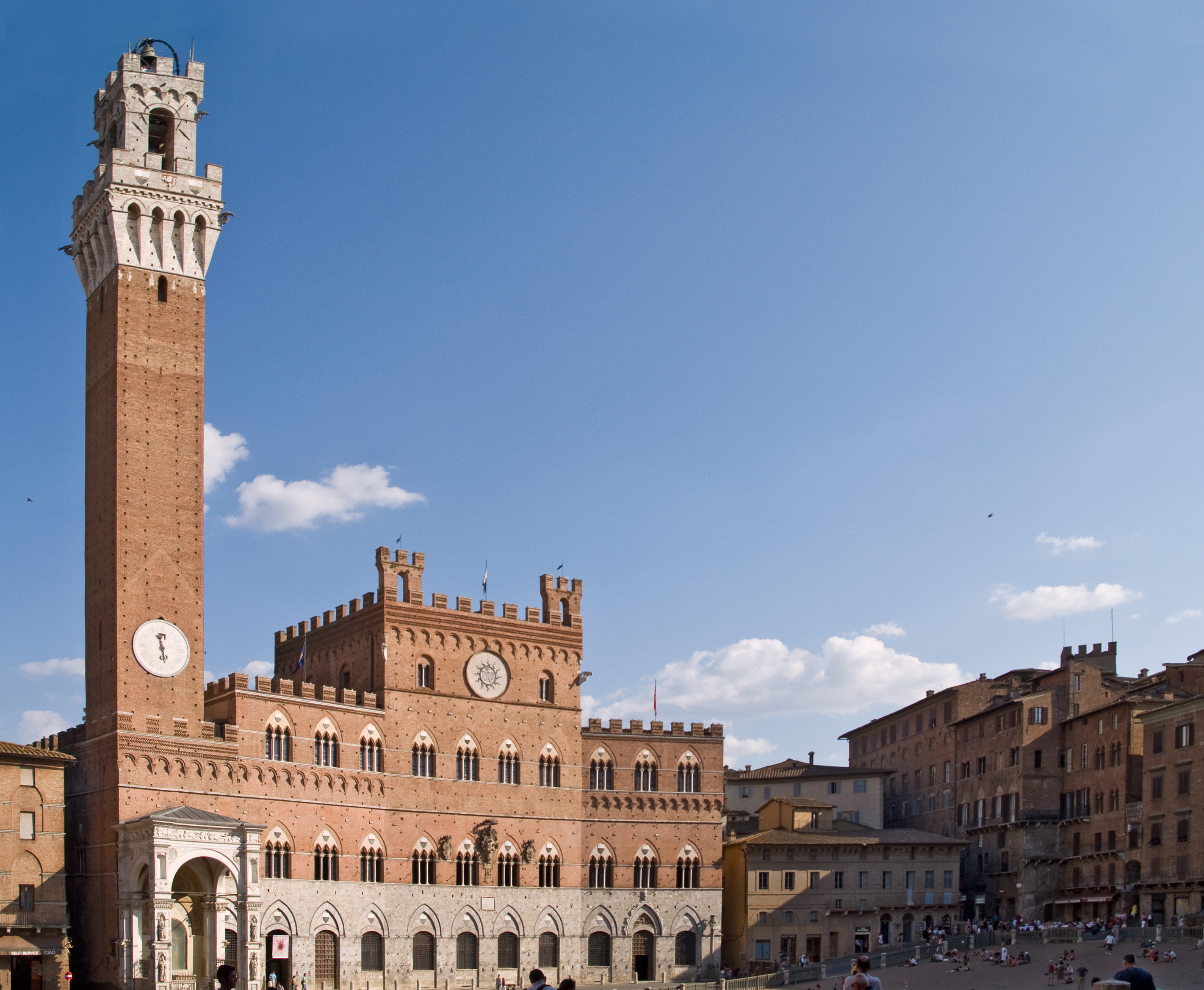